# Allium schischkinii
Allium schischkinii — вид рослин з родини амарилісових (Amaryllidaceae); поширений у Сибіру й Монголії.

## Опис
Цибулини по 1 або кілька сидять на висхідному кореневищі, конічні, 6–8 см завдовжки, 0.6–1 см у діаметрі; зовнішні оболонки рудувато-бурі. Стеблина 30–50 см заввишки, гола, гладка, ребриста, листові піхви на 1/3 висоти. Листків 3–6, напівциліндричні, жолобчасті, 1–2 мм завширшки, на краях краях дрібно-гостро-пилчасті. Зонтик напівкулястий, густий, багатоквітковий. Квітконіжки в 1.5–2 рази довші від оцвітини. Листочки оцвітини блискучі, білуваті, у верхній частині рожеві, з рожево-фіолетовою жилкою. 2n=16.

## Поширення
Поширений у Сибіру й Монголії.
Зростає у степах і на кам'янистих схилах.